# Прохоров, Александр Владимирович
Алекса́ндр Влади́мирович Про́хоров (18 июня 1946, Брест — 7 января 2005, Москва) — советский футболист, вратарь; тренер. Мастер спорта СССР. За сборную СССР сыграл 3 матча. За олимпийскую сборную СССР — 6 матчей.

## Биография
Участник четырёх Спартакиад и чемпион Белорусской ССР по настольному теннису.
В футбол начал играть в 1963 году за сборную института. В 1965 году дебютировал в гродненском «Немане», однако через год перешёл в минское «Динамо».
Затем защищал цвета запорожского «Металлурга», киевского «Динамо». В 1972 году перешёл в московский «Спартак», выступая за который на протяжении шести сезонов, дважды (в 1974 и 1975-х годах) удостаивался приза журнала «Огонёк» как лучший вратарь СССР.
В конце 1975 года уведомил руководство «Спартака» об уходе и перешёл в киевское «Динамо». Первоначально спортивно-техническая комиссия отказывала Прохорову, но 21 мая 1976 просьбу в переходе удовлетворила. 23 мая Прохоров провёл матч против «Динамо» Тбилиси (1:0). 2 июля на заседании президиума Федерации футбола СССР результат матча был аннулирован, а Прохоров возвращён в «Спартак».
В чемпионатах СССР сыграл 130 матчей.
Привлекался в сборную СССР, в составе которой провёл три матча.
На позиции вратаря его отличали умелые действия на линии ворот, в единоборствах с выходящими один на один нападающими. Его называли одним из лучших вратарей СССР середины 1970-х.
В 1979 году перешёл на тренерскую деятельность. Сначала в течение сезона возглавлял «Авангард» из Петропавловска. Затем тренировал «Мелиоратор» (Кзыл-Орда), карагандинский «Шахтёр», «Целинник» (Целиноград) (1985), «Олимпиец» (Москва).
В начале 1990-х годов перешёл на административную работу. С 1996 года исполнял функции начальника сборной ветеранов России при фонде имени Льва Яшина.

## Достижения
- Чемпион СССР: 1971
- Бронзовый призёр Олимпийских игр 1976
- Лучший вратарь СССР (приз журнала «Огонёк»): 1974, 1975